# Stolpen
Stolpen là một thị xã thuộc huyện Sächsische Schweiz-Osterzgebirge, trong bang tự do Sachsen, Đức. Đô thị này có diện tích 60,85 ki lô mét vuông, dân số thời điểm ngày 31 tháng 12 năm 2006 là 6128 người.

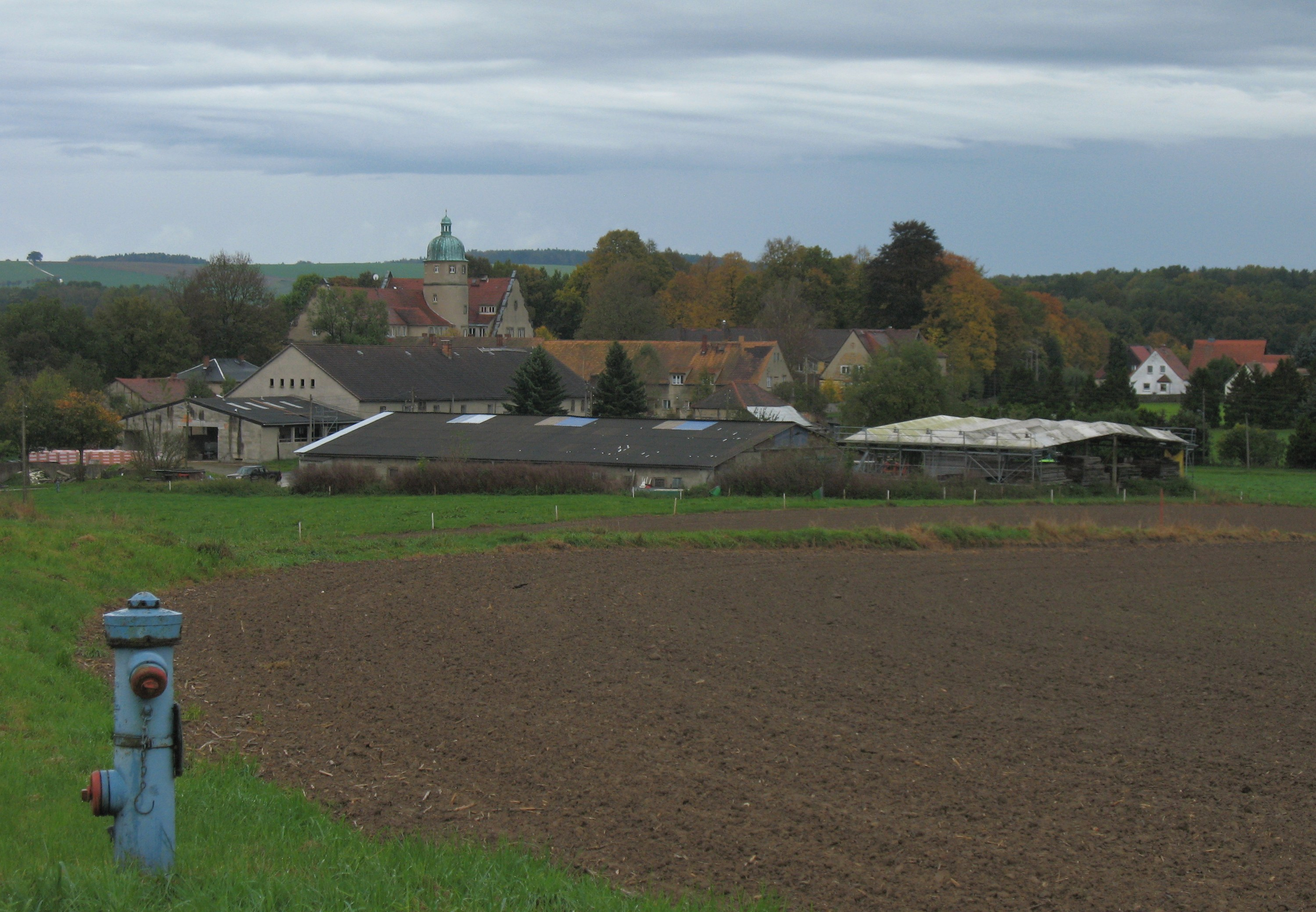
Stolpen-Helmsdorf